# Freelancerstvo
Freelancerstvo (ang. freelancing) označuje delo oz. storitev, ki jo oseba (svobodnjak, freelancer) opravlja za delodajalca oz. klienta, pri čemer ta dva nista v odvisnem delovnem razmerju. Freelancerje lahko opredelimo kot visoko usposobljeno podskupino samozaposlenih, ki ponuja specializirane storitve za enega ali več klientov hkrati. Pri freelancerstvu gre za svobodno opravljanje poklica v smislu samostojnega vodenja svojega posla. V praksi zajema največ tistih poklicev, pri katerih se pojavlja vse večja potreba po fleksibilni organizaciji dela, pa naj bo to zaradi kreativnosti, večjega nadzora nad lastno produkcijo, možnosti inovacije ali boljšega zaslužka. Freelancer za razliko od samostojnega podjetnika ne more zaposliti nikogar. Natančne pravne opredelitve freelancerjev na mednarodni ravni sicer ni, saj se statusi med državami razlikujejo. Značilna področja dela so: spletno in grafično oblikovanje, IKT, kulturne dejavnosti, novinarstvo, prevajanje, pisanje, odvetništvo.

## Pomembni vidiki dela
Posamezniki se za freelancerstvo največkrat odločajo zaradi sledečih razlogov: večja delovna fleksibilnost in avtonomnost, razvijanje lastnih poslovnih želja, večji zaslužek, želja po inovacijah in drugačnem življenjskem stilu, brezposelnost. Vseeno mnogim ne uspe doseči zastavljenih ciljev, saj se delo močno razlikuje od dela pri stalnem delodajalcu. Za uspešno freelancersko kariero je potrebno upoštevati več vidikov dela, lahko jih strnemo na 4 najpomembnejše:
Delovno okolje – freelancerji si morajo zagotoviti delovno okolje, v katerem bodo imeli omejeno število distrakcij in bodo lahko produktivno delali. V primeru, da delajo od doma, je priporočljivo imeti prostor namenjen zgolj za delo, ki je ločen od preostalega stanovanja, saj se tako lažje vzpostavi razmejitev dela od družine. Možno je tudi delo v skupnih (sodelanje) prostorih z drugimi samozaposlenimi. Pomembna je tudi organizacija delovnega prostora oz. pisarne, kar vključuje nabavo ustrezne opreme za učinkovito opravljanje dela.
(Spletno) povezovanje – danes je zaradi interneta to lažje kot nekoč, sem sodi priključitev na spletna tržišča, navezovanje stikov in sodelovanje z drugimi freelancerji, poznavanje spletnih orodij (npr. virtualna pisarna, plačevanje prek interneta, projektni management)… Za freelancerje so organizirana različna izobraževanja in konference, ponekod pa se lahko vključijo tudi v zveze oz. skupnosti (npr. Freelancers Union v ZDA). Priporočeno je tudi sodelovanje z drugimi profili, npr. grafičnimi oblikovalci za oblikovanje lastne spletne strani.
Trženje – zajema gradnjo osebne blagovne znamke, pridobivanje strank, pripravo in izvajanje tržnih aktivnosti. Trženje kreira tisti del, ki je odvisen od trga - kaj, kako in komu prodaja. S strateškim trženjem freelancerji dosežejo, da jih ciljni kupci spoznajo v luči, kot si želijo. Pri freelancerstvu je neizogibno pogajanje za ceno, zato so koristne tudi tehnike prepričevanja in veščine javnega nastopanja ob predstavitvi izdelkov.
Zakonski predpisi – čeprav je dotično področje običajno freelancerjem najmanj blizu, gre za izjemno pomemben vidik samostojnega dela. Freelancerji morajo pogosto ravnati s pogodbami, pravnimi vprašanji, računovodstvom in drugimi poslovnimi funkcijami. Ker so področja storitev zelo raznolika, se dela razlikujejo v zahtevanih akreditacijah, certifikatih, zavarovanjih, davčnih tarifah, zato morajo freelancerji dobro poznati zakonodajo in po možnosti sodelovati z drugimi poklici ali zvezami. Predpisi se razlikujejo tudi od države do države.

## Internet kot spletni tržni prostor
Razrast interneta in digitalne tehnologije je znatno povečala priložnosti za delo freelancerjev, razširil se je razpoložljiv trg in povečale možnosti za najemanje oddaljenih delavcev. Možno je online freelancerstvo (vsi segmenti dela se zgodijo prek interneta: iskanje klienta, delo, dostava produkta) in hitro plačilo prek interneta. Veliko online zunanjega izvajanja dejavnosti (outsourcing) se izvaja za države v razvoju izven ZDA in Evrope. Spletni trg zagotavlja prostor tako za delodajalce kot freelancerje. Delodajalec je lahko vsaka fizična oseba, ki potrebuje nekoga s specifičnim znanjem, da mu pomaga pri realizaciji projekta.
Največje spletno tržišče po številu uporabnikov in projektov je Freelancer, ki ima tudi slovensko različico. Globalno povezuje več kot 29 milijonov delodajalcev in freelancerjev iz preko 247 držav in regij. Prek tržišča delodajalci lahko najemajo freelancerje za opravljanje del predvsem na področjih razvoja programske opreme, pisanja, oblikovanja, inženiringa, prodaje in marketinga, pravnih storitev. Na portalu si freelancerji ustvarijo svoj profil, v katerem opišejo ponujene storitve, znanja, izobrazbo in primere njihovega dela, delodajalci pa objavijo projekte, ki predstavljajo njihove zahteve. Delodajalci lahko ponujajo projekte po fiksni ceni ali na urni osnovi. Po končanem delu lahko delodajalci ocenijo uspešnost freelancerjev, njihova skupna ocena je prikazana ob profilu in ima pomembno vlogo pri nadaljnjem povpraševanju. Registracija in objava projektov je brezplačna, v primeru uspešno opravljenega dela pa podjetju (spletnemu tržišču) pripada delež plačila. Večja spletna tržišča freelancerjev so še: Upwork, Fiverr, Gigster... 

## Prednosti in slabosti freelancerstva
Freelancerstvo ima pred odvisnim delovnim razmerjem veliko prednosti:
- Fleksibilna organizacija dela - gre za svobodno določanje delovnega urnika in prostora, saj lahko večino dela opravijo praktično kjerkoli, ker niso zaposleni pri enemu delodajalcu.
- Visoka avtonomija pri delu - delo poteka brez nadzora delodajalca, važen je zgolj produkt dela. Freelancerji so sami odgovorni za vse vidike dela.
- Lastna izbira projektov in klientov - freelancerji sami izberejo katere projekte in za koga bodo delali, zato lahko izbirajo zgolj dela, v katerih želijo sodelovati.
- Možnost dela brez delovnih izkušenj oz. ustrezne izobrazbe - svoje storitve lahko ponudi vsaka fizična fizična oseba. Kliente zanima predvsem znanje, ki je potrebno za uresničitev njihov projektov, zato izobrazba ali izkušnje niso nujen pogoj, so pa povečini vseeno zaželene, odvisno od področja.
- Lastno postavljanje cene - pri zaračunavanju cen za storitve frelancerji niso omejeni, zato sami postavijo ceno (urno postavko), za katero želijo delati. O njej se kasneje še pogajajo s klienti.

Vendar ima tudi nekaj slabosti:
- (Ne)ugodnosti (ne)zaposlenih - freelancerji so prikrajšani za vrsto ugodnosti, ki jih imajo zaposleni pri stalnih delodajalcih: plačan dopust, očetovski oz. materinski dopust, zavarovanje pri delu... V zadnjih letih so se sicer močno izboljšale možnosti za ohranitev pokojnine, saj obstaja več vrst pokojninskih skladov, namenjenih samo za freelancerje oz. samozaposlene.
- Socialna izolacija - predvsem pri delu od doma freelancerji preživijo del dneva v samoti brez možnosti druženja s sodelavci, kar lahko vodi k občutkom samote, slabšim medosebnim odnosom, depresiji...
- Neravnovesje med delom in zasebnostjo - pri delu ni jasne ločnice med delom in zasebnostjo, zato se lahko delo razvleče čez ves dan, kar ima negativen vpliv na zasebno življenje oz. družino.
- Nestalnost plačila - freelancerji nimajo zagotovljene plače, ampak je le-ta odvisna od količine projektov, na katerih delajo. Zaradi slabe ponudbe so lahko prisiljeni delati tudi po nizki urni postavki.

## Stanje po svetu in v Sloveniji
Državi, ki prednjačita po številu freelancerjev sta ZDA in Indija. V ZDA se izraz freelancer uporablja predvsem na področju kulture, sicer jih uvrščajo pod krovni pojem neodvisnih pogodbenikov (independent contractors), kar označuje vse delavce in podjetja, ki zagotavljajo storitve za drugega in pri tem niso redno zaposleni zanj. Po podatkih letnega poročila 2017 jih je številčno več kot 55 milijonov, kar predstavlja 35% ameriške delovne sile, pri tem pa jih veliko opravlja tudi druge zaposlitve. Ustanovljena je bila tudi zveza Freelancers Union, ki nudi odvetništvo in zdravstveno zavarovanje za njene člane (freelancerje in samozaposlene), organizira tudi mesečna združenja in izobraževanja. Po njenih napovedih naj bi do leta 2027 neodvisni pogodbeniki predstavljali več kot 50% ameriške delovne sile. Za Indijo je značilna prenaseljenost in visok delež revščine, zato je eden izmed ukrepov države tudi povečanje vlaganja v IKT in e-učenje prebivalstva. Online freelancerstvo namreč odpira veliko možnosti za delo in boljši zaslužek, poleg tega pa predstavlja možnost dela tudi ženskam, ki sicer ostajajo doma in skrbijo za družino. Število freelancerjev se veča z vedno večjim številom uporabnikov interneta in sega prek 15 milijonov posameznikov, od tega jih približno polovica dela na področju računalniškega programiranja in tehnologije. Navkljub vsemu imajo na tem področju še veliko izzivov, tako socialnih in regulativnih. Slednje je bilo mogoče pričakovati že zato, ker je online freelance relativno nov pojav,  socialne prepreke pa predstavljajo trdno zasidrani pogledi indijske družbe, kjer ima stabilnost in varnost klasične službe višji ugled kot moderne oblike zaposlitve, kamor freelancerstvo sodi.
Freelancerji v Sloveniji niso samostojni podjetniki, čeprav opravljajo posebne vrste pridobitno dejavnost. Z davčnega vidika so izenačeni z vsemi drugimi osebami, ki opravljajo dejavnost in katerih dohodek se všteva v dohodnino. Za Slovenijo ni bilo objavljenega še nobenega poročila o freelancerjih, zato konkretnih podatkov ni. Na portalu Freelancer je registriranih slovenskih uporabnikov več kot 1600. V Sloveniji deluje sicer več podjetij (Poligon kreativni center, Slovenia Coworking, RIIBA, Zavod Big) ki omogočajo sodelanje in ponujajo sodoben ter alternativen način dela, ki predvsem freelancerjem in tudi drugim profesionalcem iz različnih panog omogoča, da si delijo delovni prostor, kjer delajo vsak zase ali v skupinah, a se tudi družijo, pomagajo in sodelujejo.